# Judo-Afrikameisterschaften 2021
Die Judo-Afrikameisterschaften 2021 fanden vom 20. bis 23. Mai 2021 in Dakar, Senegal statt. 210 Athleten aus 40 Nationen nahmen daran teil.

## Ergebnisse
(Quelle: judoinside.com)

### Männer
| Gewichtsklasse                 | Gold                    | Silber                   | Bronze                              |
| ------------------------------ | ----------------------- | ------------------------ | ----------------------------------- |
| Superleichtgewicht (bis 60 kg) | Issam Bassou            | Youssry Samy             | Mohamed Rebahi Younes Saddiki       |
| Halbleichtgewicht (bis 66 kg)  | Ahmed Abdelrahman       | Wail Ezzine              | Abderrahmane Boushita Kevin Loforte |
| Leichtgewicht (bis 73 kg)      | Fethi Nourine           | Faye Njie                | Ali Abdelmouaty Hamza Oerghi        |
| Halbmittelgewicht (bis 81 kg)  | Achraf Moutii           | Hachem Sellami           | Mohamed Abdelaal Saliou Ndiaye      |
| Mittelgewicht (bis 90 kg)      | Abderrahmane Benamadi   | Kwadjo Anani             | Abdelaziz Ben Ammar Rémi Feuillet   |
| Halbschwergewicht (bis 100 kg) | Mustapha Yasser Bouamar | Koussay Ben Ghares       | Koffi Kreme Kobena Mohammed Lahboub |
| Schwergewicht (über 100 kg)    | Faicel Jaballah         | Mohamed Sofiane Belrekaa | Anis Ben Khaled Mbagnick Ndiaye     |

### Frauen
| Gewichtsklasse                 | Gold                | Silber            | Bronze                                 |
| ------------------------------ | ------------------- | ----------------- | -------------------------------------- |
| Superleichtgewicht (bis 48 kg) | Oumaima Bedioui     | Priscilla Morand  | Chaimae Eddinari Rania Harbaoui        |
| Halbleichtgewicht (bis 52 kg)  | Soumiya Iraoui      | Salimata Fofana   | Charne Griesel Djamila Silva           |
| Leichtgewicht (bis 57 kg)      | Ghofran Khelifi     | Donne Breytenbach | Zouleiha Abzetta Dabonne Yamina Halata |
| Halbmittelgewicht (bis 63 kg)  | Sarah Harachi       | Sandrine Billiet  | Amina Belkadi Meriem Bjaoui            |
| Mittelgewicht (bis 70 kg)      | Nihel Landolsi      | Mariem Khelifi    | Fatou Kine Badji Souad Bellakehal      |
| Halbschwergewicht (bis 78 kg)  | Marie Branser       | Hafsa Yatim       | Sarra Mzougui Kaouthar Ouallal         |
| Schwergewicht (über 78 kg)     | Nihel Cheikh Rouhou | Sonia Asselah     | Meroua Mammeri Monica Sagna            |

## Medaillenspiegel
| Platz | Nation                       | Gold | Silber | Bronze | Gesamt |
| ----- | ---------------------------- | ---- | ------ | ------ | ------ |
| 1.    | Tunesien                     | 5    | 3      | 6      | 14     |
| 2.    | Marokko                      | 4    | 1      | 4      | 9      |
| 3.    | Algerien                     | 3    | 3      | 6      | 12     |
| 4.    | Ägypten                      | 1    | 1      | 2      | 4      |
| 5.    | Demokratische Republik Kongo | 1    | 0      | 0      | 1      |
| 6.    | Elfenbeinküste               | 0    | 1      | 2      | 3      |
| 7.    | Südafrika                    | 0    | 1      | 1      | 2      |
| 7.    | Mauritius                    | 0    | 1      | 1      | 2      |
| 7.    | Kap Verde                    | 0    | 1      | 1      | 2      |
| 9.    | Gambia                       | 0    | 1      | 0      | 1      |
| 9.    | Ghana                        | 0    | 1      | 0      | 1      |
| 12.   | Senegal                      | 0    | 0      | 4      | 4      |
| 13.   | Mosambik                     | 0    | 0      | 1      | 1      |